# Szlak pieszy nr 3589
 Szlak pieszy nr 3589, Szlak turystyczny Stęszew – Szreniawa, na odcinku Rosnówko-Szreniawa "Trasa imienia Smoluchowskiego" – znakowany pieszy szlak turystyczny długości 18,7 km w województwie wielkopolskim, w zachodniej części Wielkopolskiego Parku Narodowego. Wytyczony jest od stacji kolejowej Stęszew brzegiem rezerwatów Bagno Dębienko i Suche Zbocza, pod linią kolejową Poznań-Wolsztyn, przez szosę Poznań-Stęszew, koło miejsc pamięci w lesie Wypalanki oraz brzegiem Jeziora Chomęcicko-Rosnowskiego do stacji kolejowej Trzebaw Rosnówko. Ze stacji kolejowej Trzebaw Rosnówko prowadzi rynną polodowcową wzdłuż Jeziora Rosnowskiego Małego do Jarosławca, gdzie po obejściu Jeziora Jarosławieckiego wytyczony jest przez lasy północnej części Wielkopolskiego Parku Narodowego przez najwyższe wzgórze kemowe i koło mauzoleum Bierbaumów do stacji kolejowej Szreniawa.

## Historia szlaku

### Historia znakowania szlaków w Wielkopolskim Parku Narodowym
Na fali mody na podmiejskie wycieczki w drugiej połowie XIX wieku leżące przy linii kolejowej Puszczykowo stało się popularnym celem eskapad poznaniaków. Od 1901 roku na stacji kolejowej Puszczykowo regularnie zatrzymują się pociągi. Około 1910 roku niemieckie organizacje turystyczne wytyczyły dwa szlaki spacerowe nad Jezioro Góreckie – z Puszczykowa przez Jezioro Jarosławieckie oraz z Mosiny, oznaczając ich przebieg w terenie wymalowanymi figurami geometrycznymi. Dostępność turystyczną terenów przyszłego parku narodowego znacznie zwiększyła budowa bocznej linii kolejowej nad Jezioro Budzyńskie.

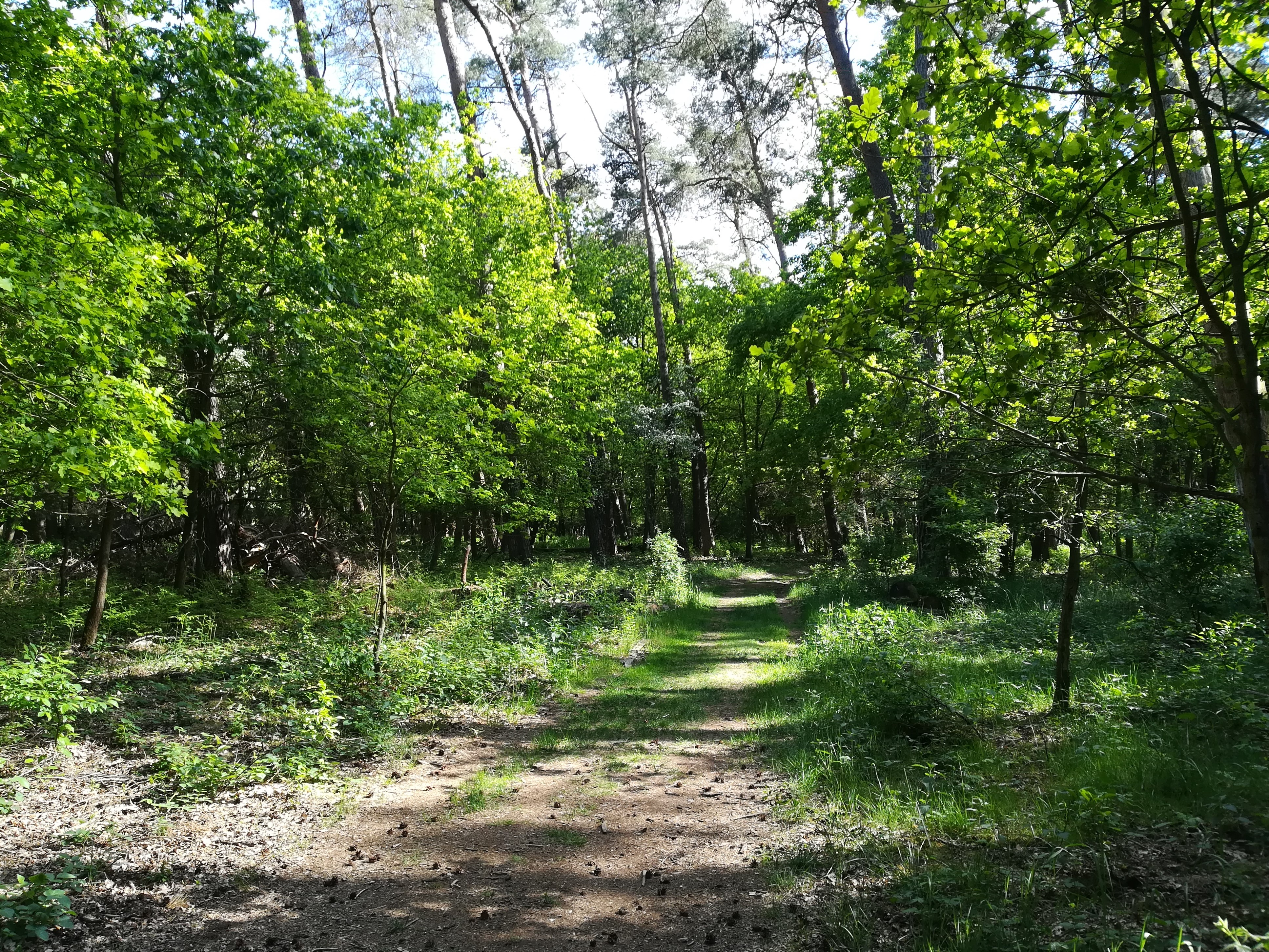
Szlak na terenie obszaru ochronnego Suche Zbocza

4 grudnia 1921 roku wycieczkę z Rosnówka przez okolice Jarosławca do Szreniawy poprowadził prezes poznańskiego oddziału Polskiego Towarzystwa Tatrzańskiego Tadeusz Smoluchowski.
We wrześniu 1925 roku przyrodnik Adam Wodziczko w artykułach prasowych zwracał uwagę na popularność lasów nad brzegami jezior Góreckiego, Skrzynka i Kociołek wśród poznańskich wycieczkowiczów, postulując objęcie ich ochroną w postaci rezerwatu. W 1948 roku sieć pięciu szlaków turystycznych w przyszłym Wielkopolskim Parku Narodowym zaprojektował i wytyczył osobiście geograf Jerzy Szulczewski. Wytyczone przez niego szlaki z niewielkimi zmianami stanowią podstawę sieci szlaków turystycznych w Wielkopolskim Parku Narodowym. Należą one do najstarszych szlaków nizinnych w Polsce. W 1956 roku wyznaczone przez Szulczewskiego szlaki oznakowano według jednolitego systemu znakowania szlaków – poziomymi pasami białymi z kolorowym pośrodku.
W marcu 1957 roku rada parku uchwaliła zwiększenie dostępności turystycznej powstającego Wielkopolskiego Parku Narodowego poprzez utworzenie pięciu parkingów dla samochodów w Jeziorach, Jarosławcu, nad jeziorem Lipno, w Puszczykowie i Puszczykówku oraz założenie miejsc kempingowych w Kątniku, na Osowej Górze i nad jeziorami Łódzkim i Jarosławieckim. Zaplanowała też oznaczenie wjazdów bramami z napisem „Wielkopolski Park Narodowy”.

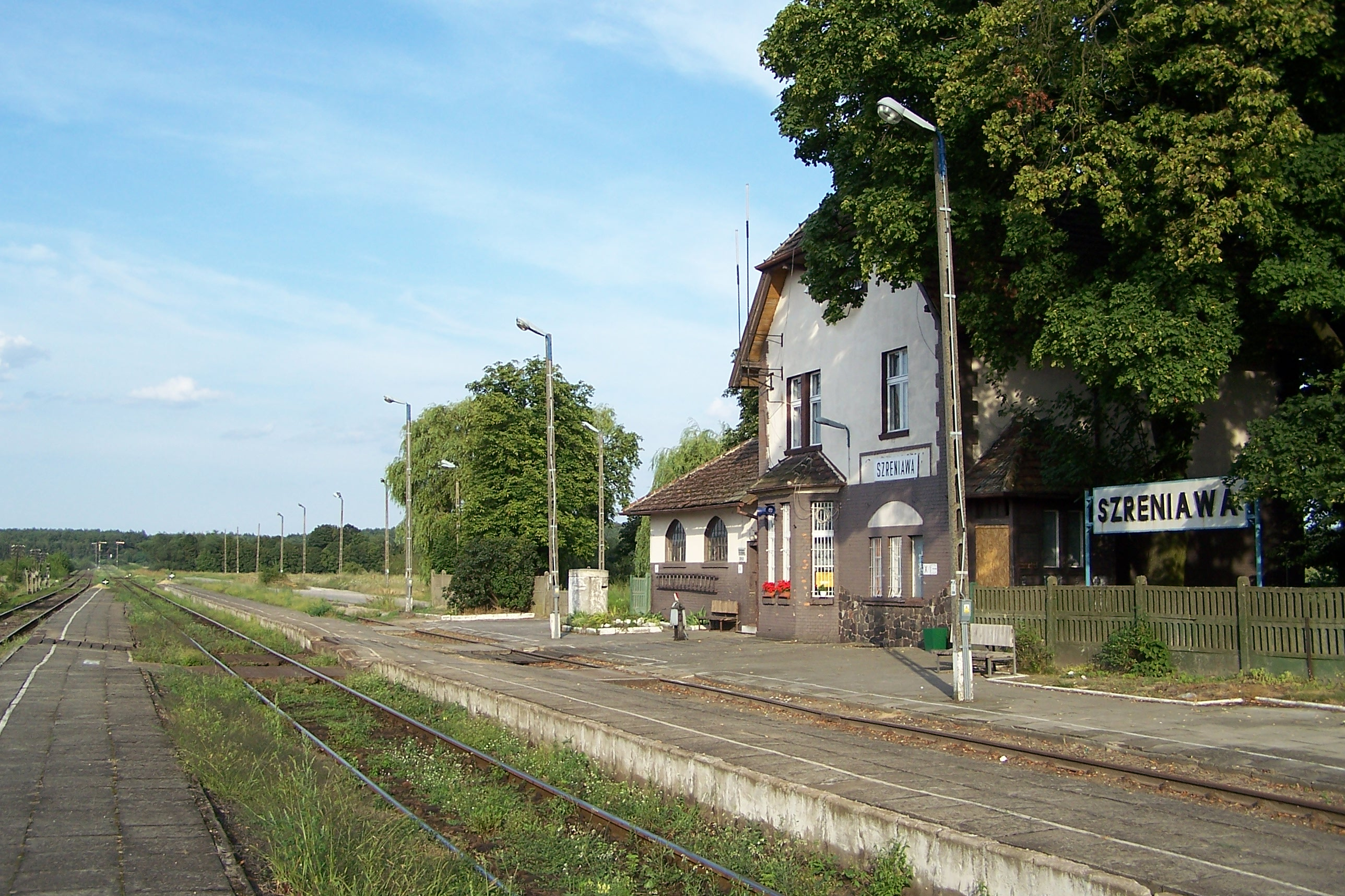
Koniec szlaku, dworzec PKP w Szreniawie

Franciszek Jaśkowiak oceniał w 1957 roku, że obszar parku odwiedza rocznie ok. 500 tys. turystów i wycieczkowiczów oraz że jest to popularne miejsce wypoczynku i spędzania urlopów. Równolegle z utworzeniem parku narodowego Polskie Towarzystwo Turystyczno-Krajoznawcze oznakowało w parku siedem ścieżek turystycznych o łącznej długości 83 km oraz ustawiło drogowskazy i tablice informacyjne na wejściach do parku i skrzyżowaniach szlaków.

### Szlak w systemie szlaków pieszych Wielkopolskiego Parku Narodowego
Szlak jest szlakiem pieszym jednoetapowym, ale przewodniki turystyczne proponują wykorzystać go do dwóch osobnych wycieczek: na odcinku stacja kolejowa Szreniawa – stacja kolejowa Rosnówko oraz na odcinku stacja kolejowa Stęszew – stacja kolejowa Rosnówko.
Szlak został odnowiony w 2001 roku. Wstęp na szlak jest bezpłatny.

## Przebieg szlaku

### Odcinek stacja kolejowa Stęszew – stacja kolejowa Trzebaw-Rosnówko
Początkiem szlaku jest stacja kolejowa Stęszew (0,0 km). Z niej szlak prowadzi na wschód odcinkiem wspólnym ze  szlakiem nr 3583 przez przejazd kolejowo-drogowy do miejsca rozwidlenia szlaków, a następnie ulicą Trzebawską do granic Stęszewa. Za granicą miasta szlak wytyczony jest w lewo na północ leśną ścieżką do płotu ośrodka wypoczynkowego nad jeziorem Lipno (1,0 km), a następnie wzdłuż płotu ośrodka do leśnej drogi (1,3 km). Szlak wzdłuż drogi schodzi w podmokłe dno doliny polodowcowej, a następnie ponownie wzdłuż płotu do bramy ośrodka wypoczynkowego (1,9 km), gdzie szlak skręca w prawo na południowy wschód. Drogą długości około 500 metrów przez bór sosnowy szlak wytyczony jest do skraju Rezerwatu Bagno Dębienko, po minięciu którego szlak prowadzi przez młody las do skraju pola i skrętu w lewo na północ. Brzegiem pola szlak wytyczony jest w dół i po minięciu dwóch zakrętów przekracza przez mostek Trzebawkę na wschodnim skraju bagna Dębienko. Ze skraju obszaru bagnistego szlak prowadzony jest w górę na północ przez bór mieszany, a następnie łagodnym łukiem w dół, obchodząc od wschodu i północy rezerwat Suche Zbocze. Po opuszczeniu lasu szlak skręca w prawo i przepustem pod linią kolejową Poznań-Wolsztyn prowadzi do drogi krajowej nr 5 (4,3 km). Po jej przekroczeniu i przejściu 200 m szlak wytyczony jest w kierunku północnym w stronę leśnej drogi prowadzącej przez las Wypalanki (4,7 km), w którym koło łuku drogi znajduje się masowy cmentarz ofiar zbrodni nazistowskiej oraz pomnik je upamiętniający (5,0 km). Szlak wytyczony jest leśną drogą na północ, po 600 metrach skręca na północny wschód i prowadzi do miejsca wypoczynku przy skrzyżowaniu z leśną droga gruntową Wypalanki-Rosnówko (6,9 km), a następnie do brzegu Jeziora Chomęcicko-Rosnowskiego (6,9 km). Zarośniętym brzegiem jeziora szlak prowadzi ścieżką na południowy wschód, a następnie trzykrotnie skręcając w las prowadzi do leśnego traktu łączącego Wypalanki z Rosnówkiem (8,4 km). Traktem tym szlak wytyczony jest w lewo, na południowy wschód do Rosnówka (9,6 km). Przez zabudowania wsi szlak prowadzi ulicą Leśną obok grobu poległego w 1945 roku żołnierza radzieckiego. Po przekroczeniu drogi krajowej nr 5 szlak skręca w lewo na wschód, a następnie w prawo do stacji kolejowej Trzebaw Rosnówko (9,9 km).

### Odcinek stacja kolejowa Trzebaw Rosnówko – stacja kolejowa Szreniawa

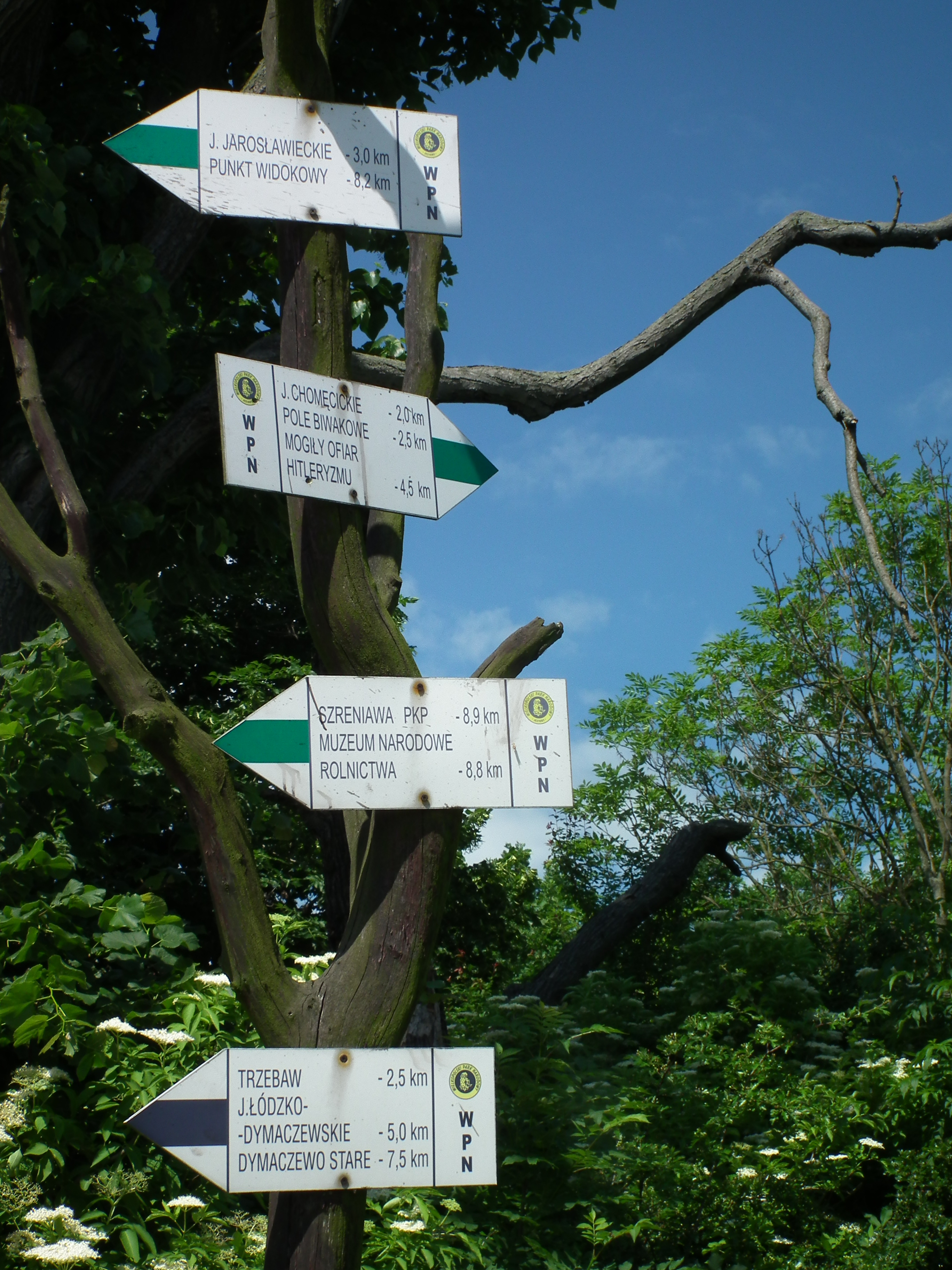
Oznaczenie szlaków w Rosnówku

Ze stacji kolejowej Trzebaw-Rosnówko przez zabudowania Rosnówka na południowy wschód szlak wytyczony jest wspólnym około 300-metrowym odcinkiem ze  szlakiem nr 3590 pomiędzy zabudowaniami a terenami polnymi. Od miejsca rozgałęzienia szlaków szlak prowadzi drogą Jarosławiec-Rosnówko wzdłuż rynny polodowcowej, pomiędzy oddzielającym szlak od Jeziora Rosnowskiego Małego borem sosnowym z rozłożystym dębem po lewej, a posadzonym pod koniec XX wieku pasem zadrzewienia po prawej. Przebieg szlaku na tym odcinku częściowo pokrywa się z rowerowym szlakiem im. Jana Pawła II. Po około 900 metrach szlak skręca w lewo na północny wschód (11,8 km) w kierunku Jeziora Jarosławieckiego i około 800 metrów prowadzi ścieżką wytyczoną jego brzegiem. Przy południowo-wschodnim krańcu jeziora szlak wraca w górę na drogę i prowadzi w lewo do skrzyżowania ze  szlakiem imienia Bernarda Chrzanowskiego w Jarosławcu (12,9 km).
Z Jarosławca szlak wytyczony jest obok głazu Franciszka Jaśkowiaka, w lewo wokół południowego krańca jeziora Jarosławieckiego, a następnie drogą wzdłuż wschodniego brzegu jeziora na północ aż do odbicia pod kątem prostym w prawo na wschód (14,0 km). Przez około 700 metrów szlak prowadzony jest pofalowanym terenem leśnym, w którym po dwóch zakrętach wzdłuż skraju lasu dochodzi do grajzerówki (15,3 km). Po jej przekroczeniu szlak wytyczony jest równoległą ścieżką przez około 300 metrów do skrętu w leśny dukt w prawo na północny wschód, a następnie w górę wysokopiennym borem do szczytu wzgórza 125 m n.p.m. (16,3 km) – najwyższego wzgórza kemowego w północnej części Wielkopolskiego Parku Narodowego. Na wzniesieniu szlak wytyczony jest pod kątem prostym w lewo na północny zachód leśną ścieżką w dół do ścieżki biegnącej równolegle do grajzerówki. Po około 300 metrach szlak skręca w lewo przekraczając grajzerówkę (17,6 km) i prowadzi około 150 metrów skrajem pola. Następnie szlak wytyczony jest w prawo na północ w las i w lesie łukiem w lewo w pobliżu mauzoleum Bierbaumów. Na skraj lasu szlak wyprowadzony jest około 300 metrową drogą w dół, gdzie skręca w lewo na zachód w kierunku Szreniawy. Przed przejazdem kolejowo-drogowym skręca w prawo na stację kolejową Szreniawa, gdzie szlak się kończy (18,7 km).

## Miejsca na szlaku

### Stęszew

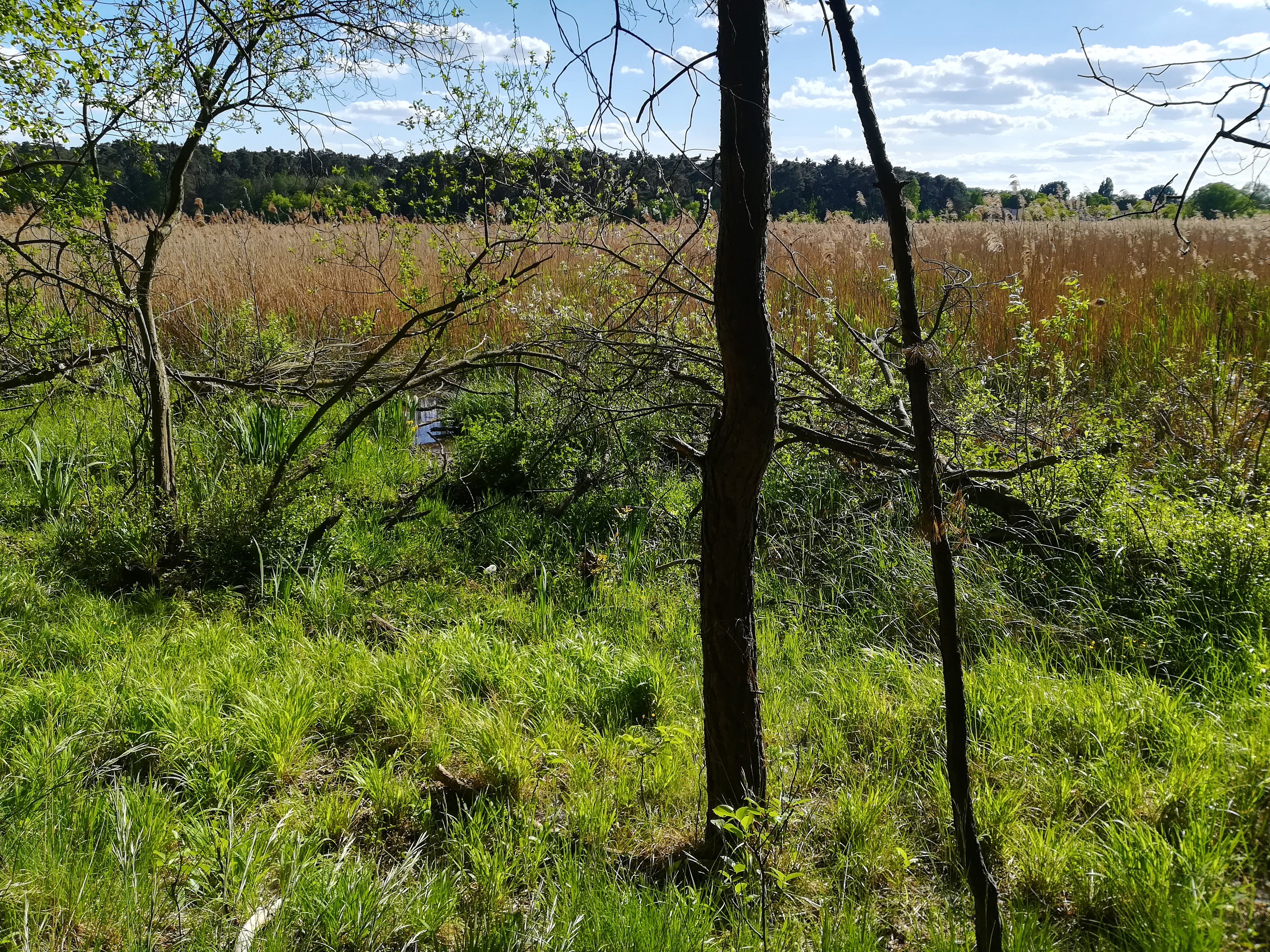
Bagno Dębienko

Położony przy tradycyjnym szlaku handlowym łączącym Dolny Śląsk z Wielkopolską Stęszew prawa miejskie zyskał w 1370 roku. Zachowany jest owalny układ miasteczka średniowiecznego z centralnie położonym rynkiem. Według miejskiego portalu informacyjnego do atrakcji turystycznych miasta należą zagospodarowane turystycznie jeziora, nad którymi miejscowość jest zlokalizowana, dom podcieniowy na starym mieście mieszczący Muzeum Regionalne oraz zabytkowe kościoły. Na położonej nad brzegiem Samicy Pańskiej Górze znajdują się pozostałości grodziska stożkowego i ruiny zamku.
Zwiedzenie zabytków kultury i miejsc cennych przyrodniczo wokół miasta umożliwia ścieżka edukacyjno-przyrodniczo-kulturowa „Wokół Stęszewa”.

### Obszary ochrony ścisłej Bagno Dębienko i Suche Zbocza
Położony przy szlaku, w zasilanym przez Trzebawkę zagłębieniu wysoczyzny morenowej, Obszar Ochrony Ścisłej Bagno Dębienko, chroni legowiska ptaków wodno-błotnych na obszarze szuwarowym oraz bagienno-łąkowym z pasem kępowych turzyc. Na północny wschód od Bagna Dębienko położony jest Obszar Ochrony Ścisłej Suche Zbocza, utworzony celem ochrony subkontynentalnego boru świeżego z domieszką dębów, rzadko występującego w Wielkopolsce. Nasłoneczniony stok porastają zbiorowiska roślinności ciepłolubnej.
Trasa szlaku na odcinku w pobliżu obudowy rezerwatów pokrywa się ze ścieżką edukacyjno-przyrodniczo-kulturową „Wokół Stęszewa”.

### Las Wypalanki

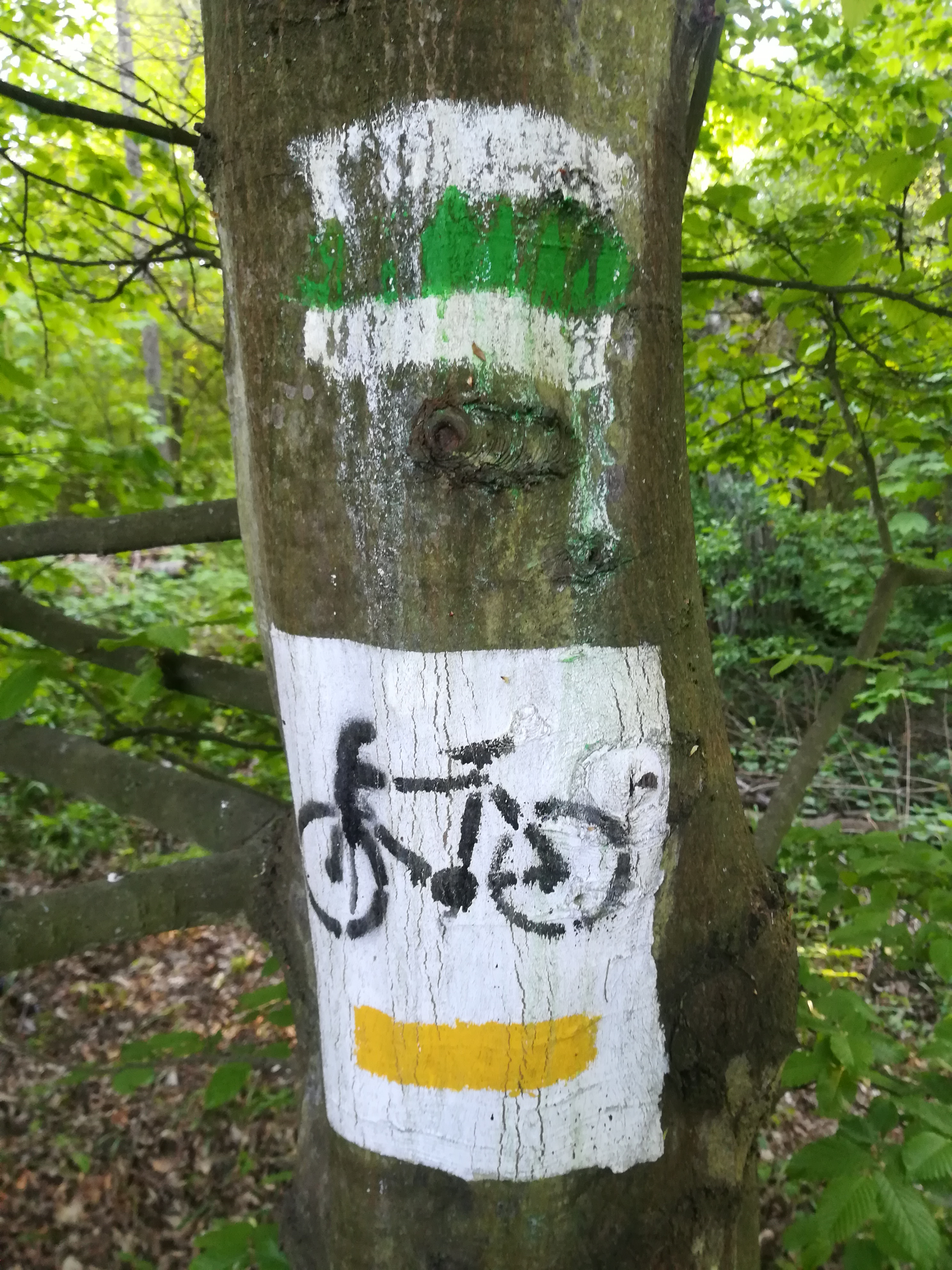
Oznaczenie wspólnego przebiegu ze szlakiem rowerowym im. Jana Pawła II w Jarosławcu

Środkowy odcinek szlaku prowadzi przez kompleks leśny Wypalanki z reliktowo-pomnikowym drzewostanem. Znajdujące się w lesie miejsce pamięci upamiętnia dokonane w kompleksie leśnym w listopadzie 1939 roku oraz pierwszej połowie 1940 roku masowe egzekucje około 1700 więźniów z Poznania, Kościana i obozu w Żabikowie oraz pochowane w tym miejscu ciała osób zamordowanych w innych miejscach. Jest to też prawdopodobne miejsce egzekucji 7 lipca 1942 roku członków delegatury rządu. Pięć symbolicznych masowych grobów oraz pomnik zostały obsadzone cisami.

### Jarosławiec i jezioro Jarosławieckie
W liczącej kilka zabudowań miejscowości Jarosławiec krzyżują się szlaki piesze oraz szlak rowerowy im. Jana Pawła II. W 1962 roku władze Wielkopolskiego Parku Narodowego urządziły w niej miejsce biwakowe oraz kąpielisko na trawiastej plaży nad Jeziorem Jarosławieckim.

### Szreniawa

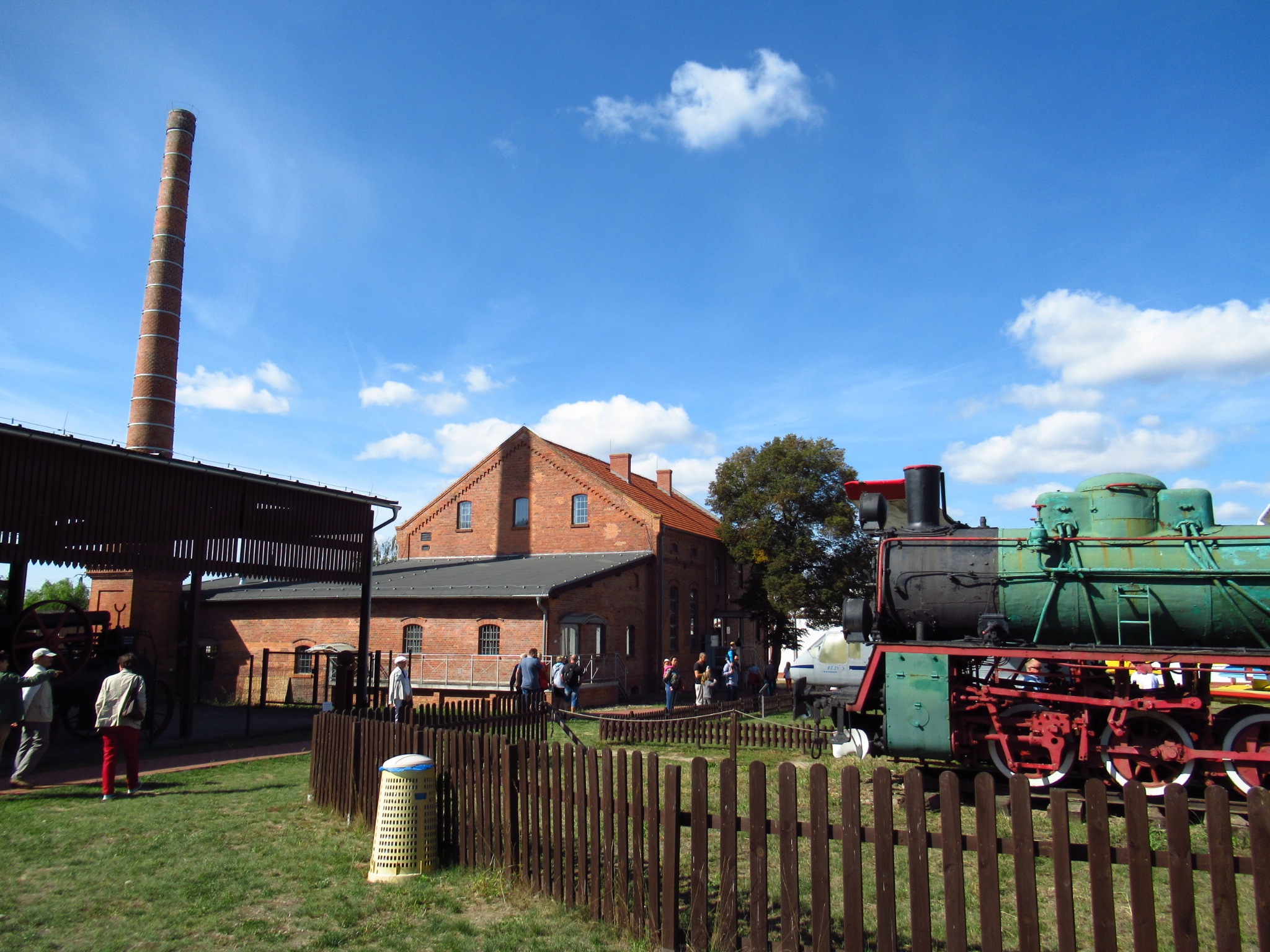
Muzeum Rolnictwa i Przemysłu Rolno-Spożywczego w Szreniawie

Szlak przebiega przez wzgórze, na którego szczycie znajduje się wzniesiony ok. 1880 roku na planie krzyża łacińskiego neogotycki budynek zwieńczony 22-metrową wieżą z tarasem widokowym. Przeznaczony na mauzoleum właścicieli Szreniawy – rodziny Bierbaumów – został w 1993 roku uznany za zabytek i odrestaurowany w 2001 roku. Mieści się w nim ekspozycja lokalnej historii.
Wpisane do gminnego rejestru zabytków zabudowania dworca kolejowego w Szreniawie, będącego końcem szlaku, wzniesiono na początku XX wieku. Położone obok, powstałe w 1964 roku Muzeum Narodowe Rolnictwa i Przemysłu Rolno-Spożywczego w Szreniawie, w 1975 roku uzyskało status muzeum narodowego. Muzeum gromadzące na dwudziestohektarowym terenie, obejmującym XIX-wieczne zabudowania gospodarcze oraz dwór, zabytki dotyczące rolnictwa, przemysłu wiejskiego oraz wsi jest jedynym muzeum rolnictwa tej rangi w Polsce.